# Fredrik Samuelsson
Fredrik Samuelsson (ur. 16 lutego 1995) – szwedzki lekkoatleta specjalizujący się w wielobojach.

## Osiągnięcia
| Rok  | Impreza                                            | Miejsce       | Konkurencja   | Pozycja     | Wynik     |
| ---- | -------------------------------------------------- | ------------- | ------------- | ----------- | --------- |
| 2013 | Mistrzostwa Europy juniorów                        | Rieti         | dziesięciobój | 7. miejsce  | 7542 pkt. |
| 2014 | Mistrzostwa świata juniorów                        | Eugene        | dziesięciobój | 12. miejsce | 7513 pkt. |
| 2015 | Młodzieżowe mistrzostwa Europy                     | Tallinn       | dziesięciobój | 5. miejsce  | 7884 pkt. |
| 2016 | Mistrzostwa Europy                                 | Amsterdam     | dziesięciobój | 10. miejsce | 7875 pkt. |
| 2017 | Halowe mistrzostwa Europy                          | Belgrad       | siedmiobój    | 5. miejsce  | 6015 pkt. |
| 2017 | Młodzieżowe mistrzostwa Europy                     | Bydgoszcz     | dziesięciobój | 2. miejsce  | 8010 pkt. |
| 2017 | Mistrzostwa świata                                 | Londyn        | dziesięciobój | –           | DNF       |
| 2018 | Mistrzostwa Europy                                 | Berlin        | dziesięciobój | 9. miejsce  | 8005 pkt. |
| 2019 | Halowe mistrzostwa Europy                          | Glasgow       | siedmiobój    | 4. miejsce  | 6125 pkt. |
| 2019 | I liga drużynowych mistrzostw Europy w wielobojach | Ribeira Brava | dziesięciobój | 3. miejsce  | 7930 pkt. |
| 2019 | Mistrzostwa świata                                 | Doha          | dziesięciobój | 15. miejsce | 7860 pkt. |
| 2022 | Mistrzostwa Europy                                 | Monachium     | dziesięciobój | 13. miejsce | 7757 pkt. |

Złoty medalista mistrzostw Szwecji oraz reprezentant kraju w meczach międzypaństwowych.

## Rekordy życiowe
- dziesięciobój – 8172 pkt. (28 maja 2017, Götzis)
- siedmiobój (hala) – 6125 pkt. (3 marca 2019, Glasgow).